# Lista de prefeitos de Bom Despacho
Esta é a lista de prefeitos do município de Bom Despacho, estado brasileiro de Minas Gerais.
Está localizado na região Centro-Oeste do estado, no Alto São Francisco, e dista 156km de Belo Horizonte. A emancipação do Município ocorreu em 30 de agosto de 1911, conforme Lei n° 556. Na ocasião contava com 2 mil habitantes na área urbana e outros 14 mil na área rural, totalizando assim 16 mil habitantes. Esta população incluía os moradores das regiões que hoje formam os municípios de Moema e Araújos, que então pertenciam a Bom Despacho.
A instalação oficial do município ocorreu em 1º de junho de 1912, ocasião em que se instalou a primeira câmara de vereadores. Eleito presidente da Câmara, o Coronel Faustino Antônio de Assumpção Filho assumiu a administração local, como acontecia então. Naquele tempo não havia o cargo de prefeito no Brasil. Quem possuía as funções do Executivo era a intendência municipal, instituída durante a Primeira República, uma vez que o cargo de prefeito só foi criado a partir da Constituição de 1934, durante o governo provisório de Getúlio Vargas.
A Constituição de 1934 determinava eleições diretas e secretas para a escolha do prefeito. Contudo, nesta conjuntura, as eleições foram suspensas e, até a saída de Vargas, em 1945, o cargo foi preenchido por meio de nomeações do governo federal ou estadual.
Desde sua emancipação até hoje, o Município já teve 22 prefeitos.
O que se segue é a lista de prefeitos de Bom Despacho, em ordem cronológica. Nela estão todas as pessoas que tomaram posse definitiva na chefia do executivo municipal e exerceram o cargo como prefeitos titulares. Entre eles, alguns foram eleitos pelo voto direto, outros foram nomeados como interventores ou eleitos mediante eleições indiretas. Mediante a carência de fontes, algumas datas foram estimadas e, portanto, podem estar imprecisas. 
O atual prefeito é o bom-despachense Fernando Cabral. Eleito em 2012 e empossado em 2013 e reeleito em 2016, Fernando Cabral está no seu seu segundo mandato, com previsão de término em 31 de dezembro 2020.
| Nº | Nome                                                               | Imagem                | Partido                                          | Início do mandato       | Fim do mandato                                     | Observações |
| 1  | Faustino Assumpção Filho (Abaeté, 14.02.1886–)                     |                       | Partido Republicano Mineiro PRM                  | 1° de fevereiro de 1912 | 18 de junho de 1915                                | Comerciante e fazendeiro, foi o primeiro presidente da Câmara de vereadores. Como tal, exerceu a função de executivo municipal, pois na época não existia no Brasil o cargo de prefeito.                                                |
| 2  | Pedro de Paula Gontijo                                             |                       | Partido Republicano Mineiro PRM                  | 19 de junho de 1915     | 2 de fevereiro de 1920                             | Presidente da Câmara Municipal com funções do Chefe do Executivo. Era farmacêutico. |
| 3  | Antônio Guerra da Silva                                            |                       | Partido Republicano Mineiro PRM                  | 3 de fevereiro de 1920  | 4 de outubro de 1923                               | Presidente da Câmara Municipal com funções do Chefe do Executivo. |
| 4  | Faustino Assunção Teixeira                                         |                       | Partido Republicano Mineiro PRM                  | 5 de outubro de 1923    | 9 de outubro de 1930                               | Presidente da Câmara Municipal (2 mandatos). Era farmacêutico. |
| 5  | Flávio Cançado Filho (Onça de Pitangui, ??.05.1898–)               |                       | Partido Progressista PP                          | 10 de outubro de 1930   | 29 de outubro de 1945                              | Prefeito nomeado. Era farmacêutico. |
| 6  | Dr. Erotides Diniz (Varginha, 11.08.1901–)                         |                       | Partido Progressista PP                          | 29 de outubro de 1945   | 11 de dezembro de 1945                             | Prefeito nomeado. Era magistrado e promotor. |
| 7  | Domingos Mendanha (Itabirito, 04.02.1919–)                         |                       | Partido Social Democrático PSD                   | 11 de dezembro de 1945  | 11 de fevereiro de 1946                            | Prefeito nomeado. Era Contador. |
| 8  | Wilson Lopes do Couto (??, 26.10.1918–)                            |                       | Partido Social Democrático PSD                   | 31 de dezembro de 1946  | 2 de janeiro de 1947                               | Prefeito nomeado por 3 dias. Era professor. |
| 9  | João Pedro de Araújo (??, 12.04.1900–)                             |                       | Partido Social Democrático PSD                   | 2 de janeiro de 1947    | 20 de abril de 1947                                | Prefeito nomeado |
| 10 | José de Paula Marques Gontijo (Bom Despacho, 1919–)                |                       | União Democrática Nacional UDN                   | 20 de abril de 1947     | 21 de dezembro de 1947                             | Prefeito nomeado. Era médico. |
| 11 | Hugo Marques Gontijo (??, 09.10.1923–)                             |                       | União Democrática Nacional UDN                   | 21 de dezembro de 1947  | 1º de fevereiro de 1951                            | 1º Prefeito eleito. Era médico. |
| 12 | Cisalpino Marques Gontijo (Carmo do Paranaíba, 01.09.1905–)        |                       | União Democrática Nacional UDN                   | 1º de fevereiro de 1951 | 13 de fevereiro de 1951                            | Prefeito eleito renunciou após alguns dias de sua posse |
| 13 | Walfrido Teixeira Carvalho                                         |                       | União Democrática Nacional UDN                   | 14 de fevereiro de 1951 | 2 de abril de 1953                                 | Assumiu o cargo de forma interina, após as renúncias do prefeito e do vice, Dr. Miguel Marques Gontijo. Dentista e secretário da prefeitura.                                                                                            |
| 14 | Nicolau Teixeira Leite (??, 07.08.1897–)                           |                       | União Democrática Nacional UDN                   | 2 de abril de 1953      | 31 de janeiro de 1955                              | Prefeito interino. Advogado, jornalista e político. |
| 15 | Dr. Francisco de Araújo Lopes Cançado (Bom Despacho, 05.10.1915–)  |                       | Partido Social Democrático PSD                   | 1º de fevereiro de 1955 | 31 de janeiro de 1959                              | Prefeito eleito. Médico. |
| 16 | Antônio Leite de Oliveira (Bom Despacho, 1917–)                    |                       | União Democrática Nacional UDN                   | 1º de fevereiro de 1959 | 31 de janeiro de 1963                              | Prefeito eleito. Era garimpeiro, empresário e político (1º mandato). |
| 17 | Dr. Roberto de Melo Queiroz (Bom Despacho, 05.11.1924–)            |                       | Partido Social Democrático PSD                   | 1º de fevereiro de 1963 | 31 de janeiro de 1967                              | Prefeito eleito. Foi empresário rural, médico e político. |
| 18 | Geraldo Simão Vaz (Bom Despacho, 06.04.1936–)                      |                       | Movimento Democrático Brasileiro MDB             | 1º de fevereiro de 1967 | 31 de janeiro de 1971                              | Prefeito eleito. Empresário e político (1º mandato). |
| 19 | Antônio Leite de Oliveira (Bom Despacho, 1917–)                    |                       | Aliança Renovadora Nacional ARENA                | 1º de fevereiro de 1971 | 31 de janeiro de 1974                              | Prefeito eleito. Era garimpeiro, empresário e político (2º mandato). |
| 20 | Geraldo Simão Vaz (Bom Despacho, 06.04.1936–)                      |                       | Movimento Democrático Brasileiro MDB             | 1º de fevereiro de 1974 | 31 de janeiro de 1977                              | Prefeito eleito. Empresário e político (2º mandato). |
| 21 | Antônio Leite de Oliveira (Bom Despacho, 1917–)                    |                       | Partido Democrático Social PDS                   | 1º de fevereiro de 1977 | 31 de janeiro de 1983                              | Prefeito eleito. Era garimpeiro, empresário e político (3º mandato). |
| 22 | Célio Luquine (Abadiânia, 02.07.1947–)                             |                       | Partido do Movimento Democrático Brasileiro PMDB | 1º de fevereiro de 1983 | 31 de dezembro de 1988                             | Prefeito eleito. Contabilista e político (1º mandato). |
| 23 | José Cardoso de Mesquita (??, 30.01.1937–)                         |                       | Partido Trabalhista Brasileiro PTB               | 1º de janeiro de 1989   | 31 de dezembro de 1992                             | Prefeito eleito. Médico, produtor rural e político. |
| 24 | Célio Luquine (Abadiânia, 02.07.1947–)                             |                       | Movimento Democrático Brasileiro MDB             | 1º de janeiro de 1993   | 31 de dezembro de 1996                             | Prefeito eleito. Contabilista e político (2º mandato). |
| 25 | Haroldo de Souza Queiroz (Bom Despacho, 17.05.1960–)               |                       | Partido Democrático Trabalhista PDT              | 1º de janeiro de 1997   | 31 de dezembro de 2000                             | Prefeito eleito (1º mandato) |
| 26 | Geraldo Simão Vaz (Bom Despacho, 06.04.1936–)                      |                       | Partido Liberal PL                               | 1º de janeiro de 2001   | 31 de dezembro de 2004                             | Prefeito eleito. Empresário e político (3º mandato). |
| 27 | Haroldo de Souza Queiroz (Bom Despacho, 17.05.1960–)               |                       | Partido Democrático Trabalhista PDT              | 1º de janeiro de 2005   | 31 de dezembro de 2008                             | Prefeito eleito (2º mandato) |
| 28 | Haroldo de Souza Queiroz (Bom Despacho, 17.05.1960–)               | 1º de janeiro de 2009 | Partido Democrático Trabalhista PDT              | 31 de dezembro de 2012  | Prefeito reeleito (3º mandato)                     | |
| 29 | Fernando José Castro Cabral (Bom Despacho, 23.06.1951–)            |                       | Partido Popular Socialista PPS                   | 1º de janeiro de 2013   | 31 de dezembro de 2016                             | Prefeito eleito (1º mandato) |
| 30 | Fernando José Castro Cabral (Bom Despacho, 23.06.1951–)            | 1º de janeiro de 2017 | Partido Popular Socialista PPS                   | 3 de abril de 2020      | Prefeito reeleito (2º mandato) renunciou o mandato | |
| 31 | Bertolino da Costa Neto, Dr. Bertolino (Bom Despacho, 02.03.1965–) |                       | Partido Trabalhista Brasileiro PTB               | 4 de abril de 2020      | 31 de dezembro de 2020                             | Prefeito interino. Formou-se em medicina na Universidade Federal do Triângulo Mineiro, em 1990. No ano de 1993, em Belo Horizonte, especializou-se em gastroenterologia e passou a cuidar de pessoas com doenças do aparelho digestivo. |
| 32 | Bertolino da Costa Neto, Dr. Bertolino (Bom Despacho, 02.03.1965–) | Avante AVANTE         | 1º de janeiro de 2021                            | Atual                   | Prefeito reeleito                                  | |